# Skoky do vody na Letních olympijských hrách 2020
Skoky do vody na Letních olympijských hrách 2020 v Tokiu probíhaly od 25. července do 7. srpna 2021. 

## Medailisté

### Muži
| Kategorie                         | Zlato                                        | Stříbro                                                          | Bronz                                                     |
| --------------------------------- | -------------------------------------------- | ---------------------------------------------------------------- | --------------------------------------------------------- |
| Prkno 3 m                         | Sie S'-i · Čína (CHN)                        | Wang Cung-jüan · Čína (CHN)                                      | Jack Laugher · Velká Británie (GBR)                       |
| Věž 10 m                          | Cchao Jüan · Čína (CHN)                      | Jang Ťien · Čína (CHN)                                           | Tom Daley · Velká Británie (GBR)                          |
| Synchronizované skoky z prkna 3 m | Sie S'-i a Wang Cung-jüan · Čína (CHN)       | Andrew Capobianco a Michael Hixon · Spojené státy americké (USA) | Patrick Hausding a Lars Rüdiger · Německo (GER)           |
| Synchronizované skoky z věže 10 m | Tom Daley a Matty Lee · Velká Británie (GBR) | Cchao Jüan a Čchen Aj-sen · Čína (CHN)                           | Aleksandr Bondar a Viktor Minibajev · Sportovci ROV (ROC) |

### Ženy
| Kategorie                         | Zlato                                    | Stříbro                                                                | Bronz                                                   |
| --------------------------------- | ---------------------------------------- | ---------------------------------------------------------------------- | ------------------------------------------------------- |
| Prkno 3 m                         | Š' Tching-mao · Čína (CHN)               | Wang Chan · Čína (CHN)                                                 | Krysta Palmerová · Spojené státy americké (USA)         |
| Věž 10 m                          | Čchüan Chung-čchan · Čína (CHN)          | Čchen Jü-si · Čína (CHN)                                               | Melissa Wuová · Austrálie (AUS)                         |
| Synchronizované skoky z prkna 3 m | Š' Tching-mao a Wang Chan · Čína (CHN)   | Jennifer Abelová a Mélissa Citriniová-Beaulieuová · Kanada (CAN)       | Lena Hentschelová a Tina Punzelová · Německo (GER)      |
| Synchronizované skoky z věže 10 m | Čchen Jü-si a Čang Ťia-čchi · Čína (CHN) | Delaney Schnellová a Jessica Parrattová · Spojené státy americké (USA) | Gabriela Agúndezová a Alejandra Orozcová · Mexiko (MEX) |

## Přehled medailí
| Pořadí | Země                   | Zlato | Stříbro | Bronz | Celkově |
| ------ | ---------------------- | ----- | ------- | ----- | ------- |
| 1      | Čína                   | 7     | 5       | 0     | 12      |
| 2      | Velká Británie         | 1     | 0       | 2     | 3       |
| 3      | Spojené státy americké | 0     | 2       | 1     | 3       |
| 4      | Kanada                 | 0     | 1       | 0     | 1       |
| 5      | Německo                | 0     | 0       | 2     | 2       |
| 6      | Austrálie              | 0     | 0       | 1     | 1       |
| 6      | Mexiko                 | 0     | 0       | 1     | 1       |
| 6      | Sportovci ROV          | 0     | 0       | 1     | 1       |
| celkem | celkem                 | 8     | 8       | 8     | 24      |